# Ayane Kurihara
Ayane Kurihara (jap. 栗原 文音, Kurihara Ayane; * 27. September 1989) ist eine japanische Badmintonspielerin.

## Karriere
Sie besuchte die an die Internationale Universität Kyūshū angeschlossene Privatoberschule in Kitakyūshū, wie ihre spätere Teamkollegin Reiko Shiota. Sie spielt für das Firmenteam von Nihon Unisys.
Ayane Kurihara wurde 2008 Dritte bei den Australian Open. Bei der Asienmeisterschaft 2010 erkämpfte sie sich Platz 5, bei den Russian Open desselben Jahres gewann sie die Dameneinzelkonkurrenz. 2011 war sie Finalistin bei den Yonex German Open.

## Sportliche Erfolge
| Saison | Veranstaltung           | Disziplin   | Platz | Name                         |
| ------ | ----------------------- | ----------- | ----- | ---------------------------- |
| 2008   | Australian Open         | Dameneinzel | 3     | Ayane Kurihara               |
| 2010   | Asienmeisterschaft      | Dameneinzel | 5     | Ayane Kurihara               |
| 2010   | Russian Open            | Dameneinzel | 1     | Ayane Kurihara               |
| 2011   | German Open             | Dameneinzel | 2     | Ayane Kurihara               |
| 2018   | Indonesia International | Mixed       | 1     | Kohei Gondo / Ayane Kurihara |